# Sirene
Sirene (búlgaro: сирене; macedonio: сирење, sirenje; Serbo/Croata: сир, sir) es un tipo de queso blanco muy popular como ingrediente en la gastronomía de Bulgaria y Macedonia del Norte, además de los países circundantes. Se suele elaborar con leche de vaca aunque no es raro que se encuentren versiones de leche de oveja o incluso mezcla. El contenido de grasa que ronda los 40-45 %. Se produce en bloques y posee una textura muy granulosa. Suele servirse en tablas de quesos, ensaladas o fundido al horno. Aunque el queso sirene originario se hacía con leche de cabra, hoy en día no existen versiones de él con esta leche.

## Quesos similares
- Grecia: Feta
- Rumania: Brânză
- Rusia: Brinza (Брынза)
- Turquía: Beyaz peynir - 'Queso blanco'
- Israel: Bulgarit (בולגרית) - 'Bulgaria'.